# Rutger Gunnarsson
Rutger Gunnarsson (* 12. Februar 1946 in Linköping; † Tod bekannt gegeben am 8. Mai 2015 in Stockholm) war ein schwedischer Musiker (Bassist), Arrangeur und Musikproduzent.

## Leben
Gunnarsson begann seine musikalische Karriere in den 1960ern gemeinsam mit Björn Ulvaeus bei den  Hootenanny Singers. Seine größte Beachtung fand er durch seine Mitwirkung an allen acht Studioalben der Band ABBA in den Jahren 1974 bis 1982. Während die vier Sänger Björn, Benny, Agnetha und Anni-Frid stets eine starke öffentliche Wahrnehmung erreichten, blieben die Musiker hinter den Sängern wie Gunnarsson oder der Schlagzeuger Ola Brunkert weitgehend unbeachtet; unter Fachleuten gilt Gunnarsons Beitrag zum Sound der Gruppe jedoch als sehr bedeutend. Gunnarsson ist in allen großen ABBA-Hits von Waterloo, Dancing Queen bis The Winner Takes It All zu hören und zählt daher bei geschätzten 370 Millionen verkauften ABBA-Platten zu den am meisten gehörten Bassisten der Musikgeschichte. Zwischen 1977 und 1980 ging Gunnarsson mit ABBA auf Tournee. In ABBA – Der Film wirkte er als Darsteller mit.
Nach der Auflösung von ABBA war Gunnarsson an den Arrangements für die Musicals Chess, Les Misérables, Mamma Mia! und die Diggiloo-Show beteiligt. Streicher- und Bläsersätze arrangierte er unter anderem für Adam Ant, Céline Dion, Elton John, Westlife und Spider-Man 2, als Produzent war er für Alla Pugatschowa und Lasse Stefanz tätig. Weitere bekannte schwedische Musiker, mit denen Gunnarsson zusammenarbeitete, sind Kikki Danielsson, Lotta Engberg, Tomas Ledin, Ulf Lundell, Lena Philipsson, Magnus Uggla und Robert Wells.